# 米洛斯拉娃·米萨科娃
米洛斯拉娃·米萨科娃（捷克語：Miloslava Misáková，1922年2月25日—2015年7月1日），捷克女子竞技体操运动员。她曾代表捷克斯洛伐克参加1948年夏季奥林匹克运动会体操比赛，获得女子团体全能金牌。